# Freira-de-santa-helena
A freira-de-santa-helena (Pseudobulweria rupinarum) é uma espécie extinta de ave marinha da família Procellariidae.
Foi endémica da Santa Helena.